# Johannes Schmidt

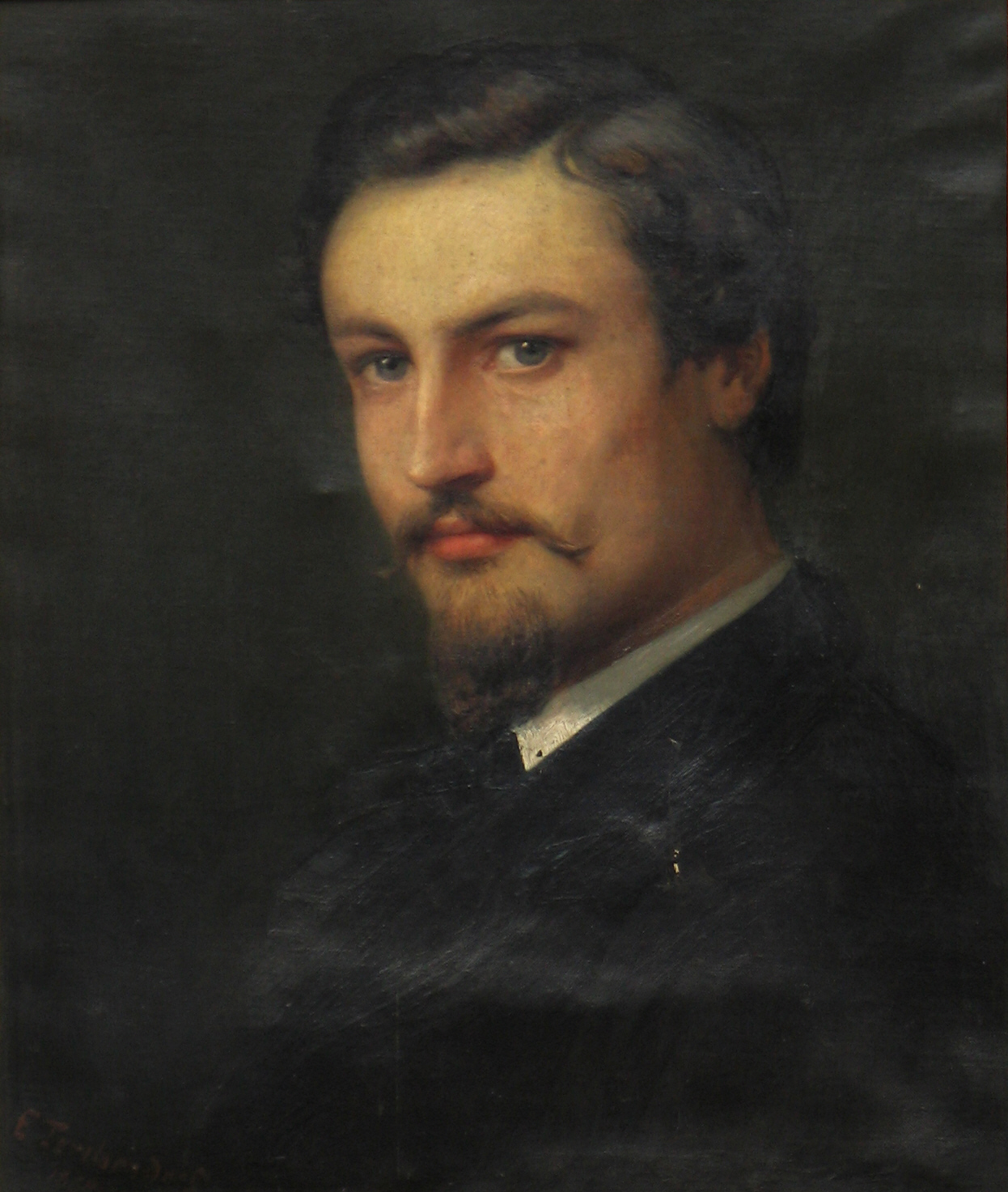
Johannes Schmidt w 1868 roku

Johannes Schmidt (ur. 29 lipca 1843 w Prenzlau, zm. 4 lipca 1901 w Berlinie) – niemiecki językoznawca, uczeń Augusta Schleichera. Twórca lingwistycznej teorii falowej.
Urodził się w Prenzlau, w prowincji Brandenburgii. Studiował językoznawstwo historyczne pod kierunkiem Augusta Schleichera. Specjalizował się w językach indoeuropejskich, zwłaszcza słowiańskich. Otrzymał tytuł doktora w 1865 roku, a w 1866 pracował jako nauczyciel gimnazjum w Berlinie. 
W 1868 roku został zaproszony przez Uniwersytet w Bonn do zajęcia stanowiska profesora języków germańskich i słowiańskich. W Bonn napisał pracę Die Verwandtschaftsverhältnisse der indogermanischen Sprachen (Weimar, H. Böhlau), w której przedstawił swoją teorię falową, przeciwstawioną teorii drzewa genealogicznego. 
Od 1873 roku do 1876 był profesorem na uniwersytecie w Grazu w Austrii. W 1876 roku powrócił do Berlina, gdzie pracował jako profesor na Uniwersytecie Humboldtów. Zmarł w Berlinie w wieku 58 lat.
Wprowadził do językoznawstwa pojęcie izoglosy i izoleksy.